# La Bretagne (La Réunion)
Pour les articles homonymes, voir La Bretagne.
La Bretagne est un quartier résidentiel de 12 000 habitants au sud-est de Saint-Denis de La Réunion situé dans les hauteurs qui dominent la ville. Autrefois situé au cœur d'une zone agricole, le quartier est consacré à la culture des salades, mais également connecté au reste de la commune par la technopole de La Réunion, désormais installée dans sa partie basse.

## Histoire du quartier
Ce nom de Bretagne lui fut donné  par Sicre de Fontbrune, son premier propriétaire car le paysage lui rappelait cette province de France. La culture maraîchère est la principale source de revenu, depuis l'adduction de l'eau, la Bretagne est plus que jamais le jardin de Saint-Denis. 
Un nouveau commissariat de police y est inauguré le 23 novembre 2007 par le préfet de La Réunion Pierre-Henry Maccioni dans les locaux de l'ancienne brigade de gendarmerie, qui ont été entièrement réaménagés, ce dernier ayant toutefois fermé en 2011.